# Worth (Nueva York)
Worth es un pueblo ubicado en el condado de Jefferson en el estado estadounidense de Nueva York. En el año 2000 tenía una población de 234 habitantes y una densidad poblacional de 2 personas por km².

## Geografía
Worth se encuentra ubicado en las coordenadas 43°45′34″N 75°51′53″O / 43.75944, -75.86472.

## Demografía
Según la Oficina del Censo en 2000 los ingresos medios por hogar en la localidad eran de $ 29,028 y los ingresos medios por familia eran $31,250. Los hombres tenían unos ingresos medios de $27,500 frente a los $23,636 para las mujeres. La renta per cápita para la localidad era de $12,584. Alrededor del 14% de la población estaban por debajo del umbral de pobreza.